# Xiangying
Xiangying (kinesiska: 香营) är en socken i Kina. Den ligger i stadsdistriket Yanqing i Pekings storstadsområde, i den norra delen av landet, omkring 75 kilometer norr om stadskärnan. Antalet invånare är 7 782. Befolkningen består av 3 756 kvinnor och 4 026 män. Barn under 15 år utgör 10,0 %, vuxna 15-64 år 75 %, och äldre över 65 år 14,0 %.